# Джим Девіс
Джеймс Роберт «Джим» Девіс (англ. James Robert «Jim» Davis; нар. 28 липня 1945) — американський карикатурист, сценарист і продюсер. Він найбільш відомий як творець коміксів Гарфілд і Ферма США. Публікується з 1978 року. Гарфілд є одним із найбільш широко синдикованих коміксів у світі..

## Ранні роки та особисте життя

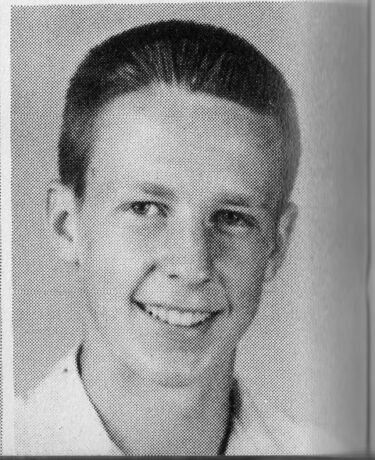
Фото Девіса з випускного альбому, 1962

Джеймс Роберт Девіс народився в Маріоні, Індіана, 28 липня 1945 року. Він виріс на невеликій фермі корів породи Чорний Ангус у Фермонті, Індіана, з батьком Джеймсом Вільямом Девісом, матір'ю Анною Катериною «Бетті» Девіс (уроджена Картер) та братом Дейвом. Дитинство Девіса на фермі паралельне життю власника Гарфілда, Джона Арбакла, який також виріс на фермі з батьками та братом Док Боєм, а також є карикатуристом, чий день народження 28 липня. Девіс навчався в Університеті Болл Стейт, де вивчав мистецтво та бізнес; одним із його однокурсників був Девід Леттерман. У Болл Стейт він став членом Тета Ксі братства.
У 1959 році в середній школі Фермонта Девіс приєднався до штату шкільної газети The Breeze, де став редактором мистецтва. Тут був представлений його перший комікс, очевидно, натхненний шкільним життям. Девіс також намалював більшість ілюстрацій для свого випускного альбому 1963 року, використовуючи тих самих персонажів.
Девіс був одружений двічі. Він був одружений з Керолін Альтекрус, у якої була алергія на котів; у пари була собака на ім'я Моллі. У них є син. 16 липня 2000 року Девіс одружився з Джилл, у якої було двоє дітей від попереднього шлюбу.
Девіс приєднався до викладацького складу Університету Болл Стейт у Мансі як ад'юнкт-професор восени 2006 року, читаючи лекції про творчі та бізнес-аспекти комікс-індустрії.
Девіс проживає в Олбані, Індіана, де він і його персонал створюють Гарфілда під його компанією Paws, Inc., яку він заснував у 1981 році. Paws, Inc. наймає майже 50 художників та адміністраторів ліцензування, які керують світовою ліцензійною, синдикаційною та розважальною імперією Гарфілда.
Девіс є колишнім президентом відділення Фермонт, Індіана, FFA.
У грудні 2019 року Девіс оголосив, що проводитиме щотижневі аукціони для всіх розмальованих вручну коміксів Гарфілд, створених з 1978 по 2011 рік. Він пояснив, що почав малювати комікси в цифровому вигляді, використовуючи графічний планшет у 2011 році. Старіші комікси залишалися надрукованими в сейфі з контрольованим кліматом, і Девісу довелося придумати, що з ними робити..

## Кар'єра
Перш ніж створити Гарфілда, Девіс працював у рекламній агенції. У 1969 році він почав допомагати Тому Раяну у роботі над Tumbleweeds. Потім він створив власний комікс, Gnorm Gnat, який виходив щотижня з 1973 по 1975 рік у The Pendleton Times. Коли Девіс спробував продати його національному синдикату коміксів, редактор сказав йому: "Твоє мистецтво хороше, твої «геги» «чудові», але жуки — ніхто не може мати з ними зв'язку!" Потім він почав вивчати комікси; все ще вірячи, що тварини смішні, він помітив у Peanuts, що Снупі був не лише зіркою сцени, але й набагато більшим маркетинговим успіхом, ніж Чарлі Браун. Вважаючи, що ринок коміксів перенасичений собаками, він вирішив натомість створити кота як головного персонажа для свого наступного коміксу.

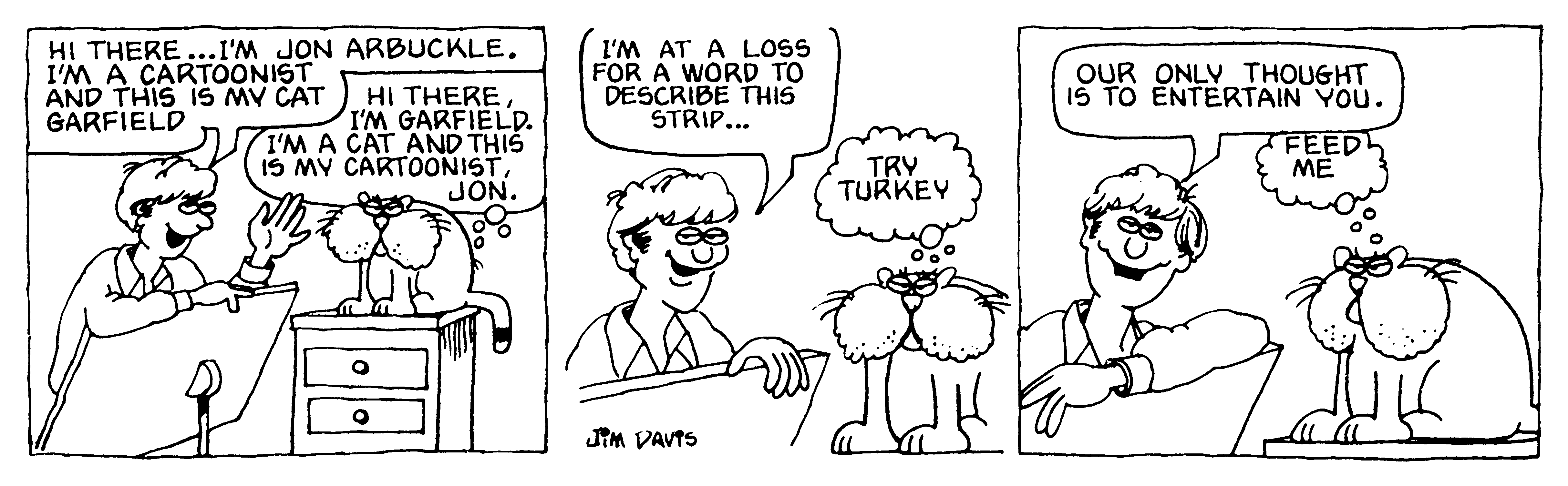
Перший комікс «Jon», який виходив у «Pendleton Times» 8 січня 1976 року

З січня 1976 року по лютий 1978 року Девіс публікував щотижневий комікс під назвою «Jon» у «The Pendleton Times», у якому головними героями були молодий холостяк Джон Арбакл та його млявий, цинічний домашній кіт Гарфілд; зростаюча популярність останнього серед редакторів та читачів змусила Девіса перейменувати комікс на «Garfield» 1 вересня 1977 року. «Garfield» почав синдикацію в 41 газеті 19 червня 1978 року. Станом на 2008 рік, він з'являвся у 2580 газетах і щодня його читали 300 мільйонів читачів.
У березні 1986 року Девіс запустив комікс про ферму під назвою U.S. Acres, відомий за межами США як «Orson's Farm». Він не зміг зрівнятися з успіхом «Garfield» і був завершений 1 травня 1989 року; помічник Девіса Бретт Кот був зазначений як співавтор протягом останнього року його існування. З 2000 по 2003 рік Девіс і Кот створили комікс на основі іграшки Mr. Potato Head.
Девіс заснував Professor Garfield Foundation для підтримки дитячої грамотності..
З 1984 по 2001 рік Девіс був власником ресторану вишуканої кухні в Мансі під назвою Foxfires. Він закрив його після того, як його шеф-кухар був найнятий в інше місце.
У 2019 році Девіс продав Paws, Inc. конгломерату засобів масової інформації Viacom, який через кілька місяців об'єднався з CBS Corporation для утворення ViacomCBS (тепер Paramount Global).
У 2019 році Девіс виставив на аукціон від Heritage Auctions понад 11 000 намальованих вручну коміксів Гарфілд з 1978 по 2011 рік, по два щоденні комікси на тиждень..